# جایزه ادبیات داستانی زنان
جایزه ادبیات داستانی زنان (به انگلیسی: Baileys Women's Prize for Fiction) با نام کامل جایزه ادبیات داستانی بیلیز زنان، که در گذشته با نام جایزه ادبیات داستانی اورنج (۱۹۹۶–۲۰۰۶) خوانده می‌شد، جایزه‌ای است که از سال ۱۹۹۶، هر سال به بهترین نویسنده زن (با هر ملیتی) در حوزه ادبیات داستانی که کتاب خود را به زبان انگلیسی در بازار کتاب بریتانیا نشر بدهد اهدا می‌شود. هدف از این جایزه مشارکت هر چه بیشتر زنان در امر نویسندگی است. این جایزه یکی از معتبرترین جوایز ادبی جهان به‌شمار می‌آید.

## جایزه
جایزه این جشنواره معادل ۳۰٬۰۰۰ پوند به‌همراه یک تندیس برنزی است. این تندیس برنزین را گریزل نیون، خواهر بازیگر بریتانیایی دیوید نیون ساخته‌است. این تندیس به مدت یک‌سال تا پیش از جشنواره سال آینده در اختیار برنده جشنواره خواهد بود. هر سال در ماه مارس، فهرست اولیه نامزدان دریافت جایزه اعلام می‌شود، سپس در ماه ژوئن برنده این جایزه بوسیله هیئت داوران که متشکل از پنج داور زن است ،اعلام می‌شود. در سال‌های گذشته حامی مالی این جایزه ادبی شرکت ارائه دهندهٔ خدمات اینترنتی اورنج بریتانیا بود که پس از سال ۲۰۱۴ میلادی ، حمایت مالی این جایزه را شرکت بیلیز ایرلند که یکی از بزرگترین برندهای جهانی سازندهٔ مشروبات الکلی در جهان بشمار می‌آید بر عهده گرفت.

## فهرست برندگان جایزه
این جایزه از سال ۱۹۹۶ تا کنون، در ماه ژوئن به بهترین نویسندهٔ زن (با هر ملیتی) که در حوزهٔ ادبیات داستانی کتاب خود را به زبان انگلیسی در بازار کتاب بریتانیا نشر بدهد اهدا می‌شود. هیچ نویسنده‌ای دو بار نتوانسته‌است این جایزه را از آن خود کند، اما مارگارت اتوود سه بار در سال‌های ۱۹۹۷، ۲۰۰۱ و ۲۰۰۴ نامزد دریافت این جایزه شده‌بود که البته در هیچکدام از این سه دوره نتوانست جایزه را از آن خود کند. تصاحب این جایزه اکثراً سبب فروش بیشتر آثار نویسندگان برنده می‌شود، به گونه‌ای که اثر منتخب والری مارتین در جشنواره سال ۲۰۰۳ با رشد فزاینده در فروش و با اقبال چشم‌گیر خوانندگان اثرش مواجه شد.

برخی از منتقدان نیز از اهدای این جایزه به شدت انتقاد کرده‌اند. در سال‌های آغازین پس از آن‌که نظریه‌پرداز و روزنامه نگار استرالیایی جرمن گریر در مورد این جشنواره ادعا کرد که " این جایزه در آینده تنها به نویسندگان زیبا (نه شایسته) تعلق می‌گیرد"، اُبرن وو دیگر روزنامه‌نگار اهل بریتانیا نیز به این جایزه لقب "لگن " را داد.

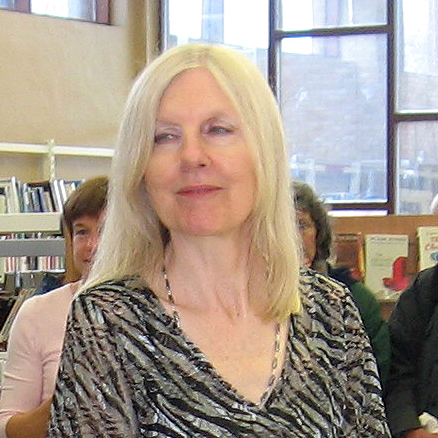
هلن دان‌مور نخستین برنده جایزه ادبیات داستانی زنان در سال ۱۹۹۶.

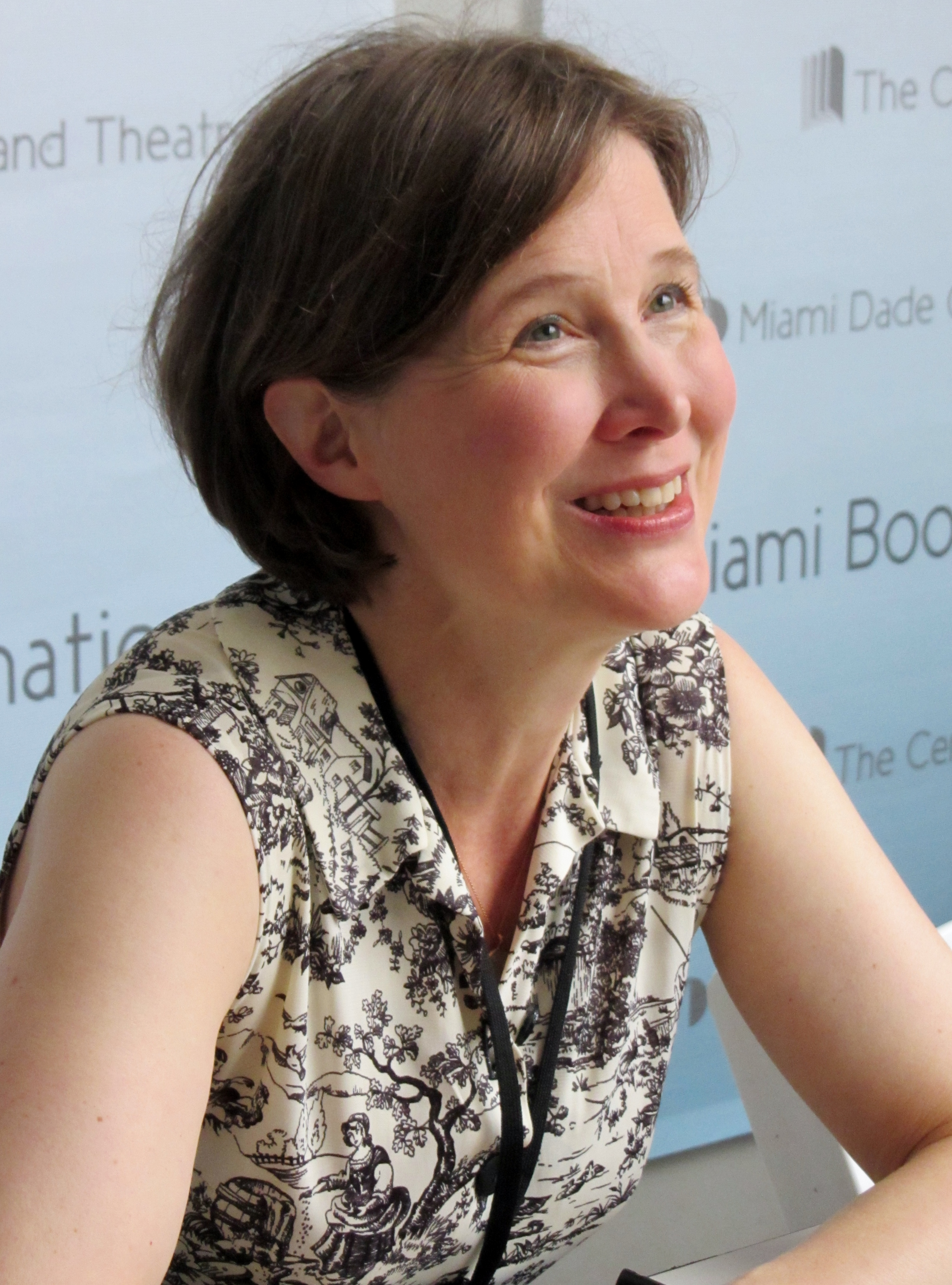
آن پچت برنده جایزه ادبیات داستانی زنان، سال ۲۰۰۲.

| سال  | برنده                 | ملیت                | اثر                                    |
| ۱۹۹۶ | هلن دان‌مور            | بریتانیا            | افسون زمستان                           |
| ۱۹۹۷ | آنی میشل              | کانادا              | مهره‌های تبعیدی                         |
| ۱۹۹۸ | کارول شیلدز           | کانادا              | مهمانی لَری                             |
| ۱۹۹۹ | سوزان برن             | ایالات متحده آمریکا | جنایتی در همسایگی                      |
| ۲۰۰۰ | لیندا گرنت            | بریتانیا            | زمانی که من در دوران مدرن زندگی می‌کردم |
| ۲۰۰۱ | کیت گرنویل            | استرالیا            | ایده فوق‌العاده                         |
| ۲۰۰۲ | آن پچت                | ایالات متحده آمریکا | بل کانتو                               |
| ۲۰۰۳ | والری مارتین          | ایالات متحده آمریکا | دارایی                                 |
| ۲۰۰۴ | آندرا لوی             | بریتانیا            | جزیره کوچک                             |
| ۲۰۰۵ | لیونل شریور           | ایالات متحده آمریکا | باید در مورد کوین صحبت کنیم            |
| ۲۰۰۶ | زادی اسمیت            | ایالات متحده آمریکا | دربارهٔ زیبایی                          |
| ۲۰۰۷ | چیماماندا نگوزی آدیچی | نیجریه              | نیمی از یک خورشید زرد                  |
| ۲۰۰۸ | رز ترمین              | بریتانیا            | راه خانه                               |
| ۲۰۰۹ | مارلین رابینسون       | ایالات متحده آمریکا | خانه                                   |
| ۲۰۱۰ | باربارا کینگ‌سالور     | ایالات متحده آمریکا | د لکیونا                               |
| ۲۰۱۱ | تئا اوبرت             | /                   | همسر ببر                               |
| ۲۰۱۲ | مدلین میلر            | ایالات متحده آمریکا | ترانه آشیل                             |
| ۲۰۱۳ | ای. ام. هومز          | ایالات متحده آمریکا | باشد که بخشیده شویم                    |
| ۲۰۱۴ | ایمیر مک‌براید         | جمهوری ایرلند       | دختر یک چیز نیمه شکل یافته است         |
| ۲۰۱۵ | الی اسمیت             | بریتانیا            | چگونه دو نفر باشیم                     |
| ۲۰۱۶ | لیزا مک‌اینرنی         | جمهوری ایرلند       | بدعت‌های باشکوه                         |
| ۲۰۱۷ | نیومی آلدرمن          | بریتانیا            | قدرت                                   |
| ۲۰۱۸ | کامله شمسی            | بریتانیا            | آتشی در خانه                           |
| ۲۰۱۹ | تایاری جونز           | ایالات متحده آمریکا | یک ازدواج آمریکایی                     |
| ۲۰۲۰ | مگی اوفارل            | ایالات متحده آمریکا | همنت                                   |
| ۲۰۲۱ | سوزانا کلارک          | بریتانیا            | پیرانزی                                |
| ۲۰۲۲ | لیسا آلن آگوستینی     | ترینیداد و توباگو   | نانی که شیطان سرشت                     |
| ۲۰۲۳ | باربارا کینگسالور     | ایالات متحده آمریکا | دیمون کاپرهد                           |

## ۲۰ نویسنده تأثیرگذار زن
در ماه مه سال ۲۰۱۴ میلادی این جشنواره اقدام به انتخاب نویسندگان برتر زنی گرفت که بیشترین تأثیر را بر روی خوانندگان آثار خود گذاشته‌بودند. جایزه ادبیات داستانی زنان با نامزد کردن ۱۹ نویسنده، این رای گیری را در حساب رسمی توییتر این جشنواره برگزار کرد که با شرکت هزاران کاربر در ۲۹ ژوئیه ۲۰۱۴ ترتیب رده‌بندی این نوزده نویسنده بعلاوه یک نویسنده اضافه بر فهرست نخستین مشخص شد.

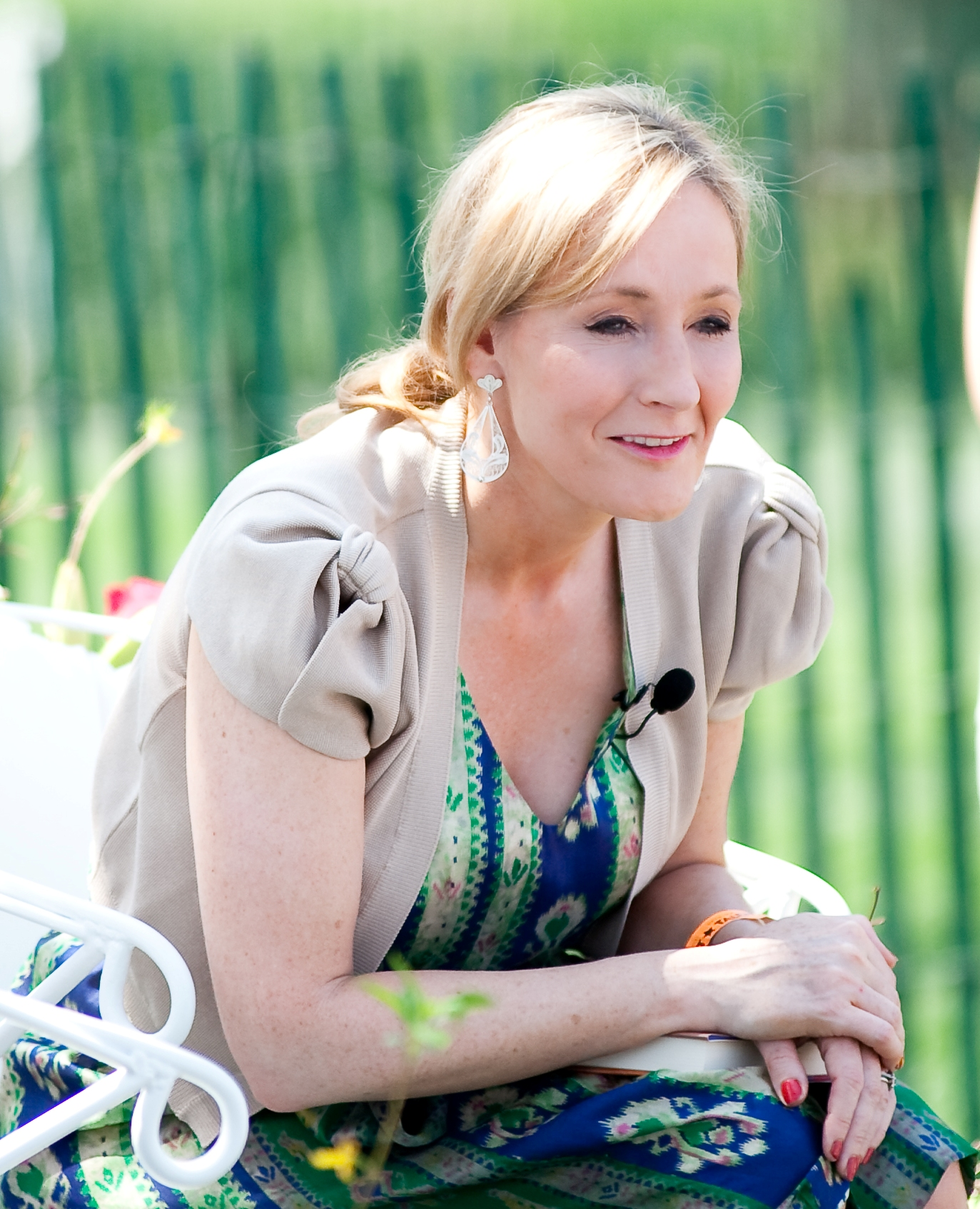
جی.کی.رولینگ نویسنده هفت‌گانهٔ هری پاتر

| شماره | نام             | ملیت                | اثر تأثیرگذار                   | دوران       |
| ۱     | هارپر لی        | ایالات متحده آمریکا | کشتن مرغ مقلد                   | ۱۹۲۶–تاکنون |
| ۲     | مارگارت اتوود   | کانادا              | سرگذشت ندیمه                    | ۱۹۳۹–تاکنون |
| ۳     | شارلوت برونته   | بریتانیا            | جین ایر                         | ۱۸۱۶–۱۸۵۵   |
| ۴     | جی.کی.رولینگ    | بریتانیا            | هری پاتر                        | ۱۹۶۵–تاکنون |
| ۵     | امیلی برونته    | بریتانیا            | بلندی‌های بادگیر                 | ۱۸۱۸–۱۸۴۸   |
| ۶     | جین آستن        | بریتانیا            | غرور و تعصب                     | ۱۷۷۵–۱۸۱۷   |
| ۷     | دافنه دوموریه   | بریتانیا            | ربه‌کا                           | ۱۹۳۱–۱۹۸۹   |
| ۸     | لوییزا می الکات | ایالات متحده آمریکا | زنان کوچک                       | ۱۸۳۲–۱۸۸۸   |
| ۹     | دونا تارت       | ایالات متحده آمریکا | تاریخ سری                       | ۱۹۶۳–تاکنون |
| ۱۰    | دودی اسمیت      | بریتانیا            | قلعه را تسخیر می‌کنم             | ۱۸۹۶–۱۹۹۰   |
| ۱۱    | سیلویا پلات     | ایالات متحده آمریکا | حباب شیشه                       | ۱۹۳۲–۱۹۶۳   |
| ۱۲    | تونی موریسون    | ایالات متحده آمریکا | دلبند                           | ۱۹۳۱–تاکنون |
| ۱۳    | مارگارت میچل    | ایالات متحده آمریکا | بر باد رفته                     | ۱۹۰۰–۱۹۴۹   |
| ۱۴    | لیونل شریور     | ایالات متحده آمریکا | باید درباره کوین صحبت کنیم      | ۱۹۵۷–تاکنون |
| ۱۵    | اُدری نیفنگر     | ایالات متحده آمریکا | همسر مسافر زمان                 | ۱۹۶۳–تاکنون |
| ۱۶    | ماری آن آوانس   | بریتانیا            | میدل‌مارچ                        | ۱۸۱۹–۱۸۸۰   |
| ۱۷    | مایا آنجلو      | ایالات متحده آمریکا | می‌دانم چرا پرنده در قفس می‌خواند | ۱۹۲۸–۲۰۱۴   |
| ۱۸    | دوریس لسینگ     | بریتانیا            | دفتر یادداشت طلایی              | ۱۹۵۰–۲۰۱۳   |
| ۱۹    | آلیس واکر       | ایالات متحده آمریکا | به رنگ ارغوان                   | ۱۹۶۸–تاکنون |
| ۲۰    | مرلین فرنچ      | ایالات متحده آمریکا | اتاق زنان                       | ۱۹۲۹–۲۰۰۹   |